# Korinna Söhn
Korinna Zürner-Söhn (* 28. April 1950 in München) ist eine deutsche Ballettpädagogin, Schriftstellerin und Gründerin des Deutschen Ballettwettbewerbs und des Dance World Cups.

## Familiärer Hintergrund
Korinna Söhn ist die Tochter von Gudrun Söhn (1916–1998), Tänzerin, Schauspielerin und Ballettpädagogin und Karl Zürner (1919–1977), Sportlehrer. Ihr Großvater war der Kunstmaler Richard Söhn-Skuwa, ihr Urgroßvater der Kunstmaler Carl Söhn.

## Karriere
Im Alter von vier Jahren begann sie mit Ballettunterricht in der Ballettschule ihrer Mutter. Es folgten zahlreiche öffentliche Auftritte u. a. im Deutschen Theater in München. 1958 spielte sie in dem Film Casino de Paris mit.
Nach dem Abitur am St.-Anna-Gymnasium München studierte sie Tanz an der Hochschule für Musik München. Nach dem dortigen Abschluss als Tänzerin und Ballettpädagogin war sie an verschiedenen Theatern in Europa als Tänzerin tätig.
1980 beendete sie ihre Karriere als Tänzerin und übernahm die Ballettschule der Mutter.
Neben ihrer Tätigkeit als Ballettlehrerin und Choreographin schrieb sie einige Bücher, Musicals und Texte für Schlager.
Sie ist 1. Vorsitzende des Ballettförderkreises München e.V. und Gründerin des Dance World Cups.

## Gründungen
- 1982 gründete sie zusammen mit einigen ballettbegeisterten Münchnern den Ballettförderkreis München e.V., der jährlich den Deutschen Ballettwettbewerb mit seinen fünf Regionalwettbewerben veranstaltet.
- 2001 organisierte sie erstmals das Hellas Dance Festival in Piräus bei Athen, einen internationalen Tanzwettbewerb für Kinder und Jugendliche. Nach zwei Jahren gab sie die Mitarbeit bei diesem Festival ab.
- 2004 gründete sie den Dance World Cup, den größten internationalen Tanzwettbewerb für Kinder, Jugendliche und junge Erwachsene, an dem inzwischen jährlich Tanzschüler aus ca. 30 verschiedenen Ländern weltweit teilnehmen.
- 2019 Gründung des Vereins Danza Mundial e.V., der mit dem World Dance Contest[1] eine Fortführung des größten internationalen Tanzwettbewerbs für Kinder, Jugendliche und junge Erwachsene ist.

## Veröffentlichungen
- 1982: Kinderbuch Alles dreht sich ums Ballett. Ellermann Verlag, ISBN 978-3-7707-6330-6
- 1982: Kinderbuch Mein besonderer Freund. Christliches Verlagshaus, ISBN 978-3-7675-7275-1
- 1983: Kinderbuch Mein besonderer Freund und die Musik. Christliches Verlagshaus, ISBN 978-3-7675-7280-5
- 1995: Kinderbuch Was Hase, Lamm und Fisch mit Ostern zu tun haben. Arana Verlag, ISBN 978-3-933064-02-8
- 1997: Roman Erntehelfer. Arana Verlag, ISBN 978-3-933064-00-4
- 1998: Kurzroman Zehn Komma Neun. Arana Verlag, ISBN 978-3-933064-01-1
- 1992: CD Kindergedanken zusammen mit dem Komponisten Harald Winkler-Rauter
- 1994: Musical Das Licht zusammen mit dem Komponisten Denny Motion

## Auszeichnungen
- 1982, 1983, 1984: Festival Tersicore d’Oro: Goldene Terpsychore für hervorragende klassische Tanzausbildung
- 1997: Internationale Poptrophäe für das Lied Das Licht
- 2015: Deutscher Steptanzpreis für Verdienste um den Stepptanz in Deutschland, verliehen vom Verein German Tap